# Källmyrtjärnen, Hälsingland
Källmyrtjärnen är en sjö i Hudiksvalls kommun i Hälsingland och ingår i Delångersåns huvudavrinningsområde.